# Франц-Йозеф Шульце
Франц-Йозеф Шульце (нім. Franz-Joseph Schulze; 18 вересня 1918, Зальцкоттен — 31 січня 2005, Бонн) — німецький воєначальник, гауптман резерву люфтваффе, генерал бундесверу. Кавалер Лицарського хреста Залізного хреста.

## Біографія
Після початку війни призваний в армію з резерву. Учасник Німецько-радянської війни, а також боїв у Франції; командир 3-ї батареї 241-го зенітного штурмового полку. 1 березня 1956 року вступив в бундесверу. З 1973 року — заступник начальника штабу збройних сил НАТО у Центральній Європі, з 11 січня 1976 року — головнокомандувач збройних сил НАТО у Центральній Європі. 30 вересня 1979 року вийшов у відставку.

## Нагороди
- Медаль «У пам'ять 1 жовтня 1938 року» (1 серпня 1940)
- Залізний хрест
  - 2-го класу (20 квітня 1941)
  - 1-го класу (25 червня 1944)
- Нагрудний знак зенітної артилерії люфтваффе (9 червня 1942)
- Нагрудний знак «За поранення» в чорному (10 червня 1944)
- Німецький хрест в золоті (23 липня 1944)
- Лицарський хрест Залізного хреста (30 листопада 1944)
- Орден «За заслуги перед Федеративною Республікою Німеччина»
  - офіцерський хрест (1973)
  - великий хрест із зіркою і плечовою стрічкою (1979)
- Орден Почесного легіону, командорський хрест (Франція)
- Легіон Заслуг (США), командор